# Siegfried F. Franke
Siegfried Franz Franke (* 1942 in Münsterberg, Landkreis Frankenstein, Provinz Niederschlesien) ist ein deutscher Ökonom.

## Leben
Der ausgebildete Groß- und Außenhandelskaufmann studierte von 1968 bis 1972 Volkswirtschaftslehre und Slawistik an der Albert-Ludwigs-Universität Freiburg. Im Anschluss an die Promotion zum Dr. rer. pol. am Lehrstuhl für Wirtschaftspolitik der Universität Dortmund wurde er 1982 Professor an der Fachhochschule für Öffentliche Verwaltung Hamburg. Von 1986 bis 1990 folgte ein Studium der Rechtswissenschaften an der Fernuniversität Hagen sowie 1990 die Habilitation im Fach Volkswirtschaftslehre an der Universität Dortmund. Von April 1991 bis März 2010 leitete er die Abteilung für Wirtschaftspolitik und Öffentliches Recht am Institut für Volkswirtschaftslehre und Recht der Universität Stuttgart. Von 1998 bis 2002 war er dort Dekan der Fakultät Geschichts-, Sozial und Wirtschaftswissenschaften.
Von 2012 bis 2015 hatte er den Lehrstuhl für Wirtschaftspolitik an der Andrássy Universität Budapest inne.
Seine Forschungsschwerpunkte sind politische Willens- und Entscheidungsbildung in der konkreten Ausprägung als Arbeitsmarktpolitik, Außenwirtschaftspolitik (Globalisierung), Bildungspolitik, Drogenpolitik, Geldpolitik, Steuerpolitik und Umweltpolitik sowie das wählerbezogene Verhalten von Verbänden, Zivilgesellschaften, Parteien und Regierung.

## Monografien
- Zur Aushöhlung des Rechtsstaates. Marburg 2020, ISBN 978-3-73161418-0.
- Die gefährdete Demokratie. Illiberale Demokratie – Populismus – Europaskepsis. Baden-Baden 2017, ISBN 3-8487-4419-8.
- Europa am Scheideweg. Statt Vertiefung und Erweiterung nun die Eurokrise?. Marburg 2012, ISBN 978-3-89518-809-1.
- Vertrauenserosion. Eine Gefahr für Politik, Gesellschaft und Wirtschaft. Marburg 2011, ISBN 978-3-89518-819-0.
- Der doppelt missverstandene Liberalismus. Eine Sammlung von Aufsätzen und Vorträgen. Marburg 2010, ISBN 978-3-89518-777-3.
- Das Öffentliche Recht in nichtjuristischen Studiengängen. Klausuraufgaben – sicher und kompetent lösen. Aufbau und Inhalt rechtswissenschaftlicher Klausuren anhand einer Sammlung von Fällen und Fragen. Marburg 2007, ISBN 978-3-89518-657-8.
- Wechselwähler. Eine Analyse der Wählerbeweglichkeit am Beispiel der Bundestagswahl 1998 und der Landtagswahlen der Jahre 1998 bis 2000. Marburg 2000, ISBN 978-3-89518-322-5.
- (Ir)rationale Politik? Grundzüge und politische Anwendungen der Ökonomischen Theorie der Politik. 2. Auflage. Marburg 2000, ISBN 978-3-89518-260-0.
- Allgemeines Verwaltungsrecht der Bundesrepublik Deutschland. Grundzüge, Erläuterungen und Beispiele. Heidelberg 1999, ISBN  978-3-76851299-2.
- Staatsrecht der Bundesrepublik Deutschland. Grundlagen, Hintergründe und Erläuterungen. 2. Auflage. Heidelberg 1998, ISBN 978-3-76851098-1.
- Steuerpolitik in der Demokratie. Das Beispiel der Bundesrepublik Deutschland [Habilitationsschrift Universität Dortmund 1990]. Berlin 1993, ISBN 978-3-42807632-1.
- Sektorale, qualifikatorische und regionale Bestimmungsgründe der Lohnstruktur. Eine empirische Analyse für Nordrhein-Westfalen und Rheinland-Pfalz von 1951 bis 1980. Baden-Baden 1985, ISBN 978-3-78901065-1.
- Theorie und Praxis der indirekten Progression. Eine theoretische und empirische Analyse der indirekten Progression in der Einkommensbesteuerung aus steuersystematischer und ordnungspolitischer Sicht. Baden-Baden 1983, ISBN 978-3-78900850-4.
- Entwicklung und Begründung der Einkommensbesteuerung. Darmstadt 1981, ISBN 978-3-53408453-1.
- Löhne und Gehälter in langfristiger Sicht und ihre Besteuerung nach der Leistungsfähigkeit. Eine empirische Analyse für die Bundesrepublik Deutschland. Baden-Baden 1979, ISBN 978-3-78900420-9.